# Lignana
Lignana là một đô thị ở tỉnh Vercelli trong vùng Piedmont thuộc Ý, có cự ly khoảng 60 km về phía đông bắc của Torino và khoảng 6 km về phía tây nam của Vercelli. Tại thời điểm ngày 31 tháng 12 năm 2004, đô thị này có dân số 539 người và diện tích là 22,5 km².
Lignana giáp các đô thị: Crova, Desana, Ronsecco, Salasco, Sali Vercellese, và Vercelli.
Tenuta Veneria, cùng với Selve (frazione của đô thị Salasco), là nơi quay bộ phim Bitter Rice, một bộ phim năm 1949 với sự tham gia của các diễn viên Silvana Mangano và Vittorio Gassman.